# حوض فوكس

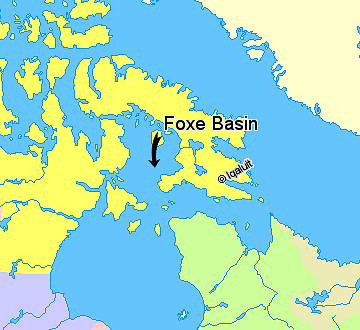
حوض فوكس، نونافوت، كندا.
نونافوت
غرينلاند
كيبيك
نيوفاوندلاند واللابرادور
مانيتوبا

حوض فوكس (بالإنجليزية: Foxe Basin)‏ هو حوض المحيطات الضحلة شمال خليج هدسون، في نونافوت، كندا، ويقع بين جزيرة بافن وشبه جزيرة ميلفيل. لأكثر من السنة، تم حظره من قبل الجليد البحري.
ومن المعروف المياه الباردة الغنية بالمغذيات الموجودة في الحوض لتكون مواتية خاصة لـ العوالق النباتية والجزر العديدة داخلها وموائل الطيور الهامة، بما في ذلك نورس شوكي الذيل والعديد من أنواع الطيور الساحلية. والحوت القطبي تهاجر إلى الجزء الشمالي من حوض كل صيف.
الحوض يأخذ اسمه من المستكشف الإنكليزي لوقا فوكس الذي اكتشف الجزء السفلي عام 1631.